# Frank Farian
Franz Reuther (Kirn, 18 de julho de 1941 - Miami, 23 de janeiro de 2024), mais conhecido pelo nome artístico Frank Farian, foi um produtor musical, compositor e cantor alemão.
Frank Farian foi produtor do grupo de music dance Boney M e da dupla Milli Vanilli. Os primeiros fizeram grande sucesso no final dos anos 1970 e inicio dos oitenta e a dupla no fim dos anos oitenta.
Contudo, a carreira de Farian foi posta em xeque, após ter revelado que os integrantes do Milli Vanilli não cantavam de verdade, mas simulavam cantar enquanto eram dublados pelas vozes de outros cantores.
Morreu em 23 de janeiro de 2024, em virtude de problemas cardíacos, já que sofreu um infarto em 2022.

## Produções (seleção)
| - Boney M. - Milli Vanilli - The Real Milli Vanilli - La Bouche - No Mercy - Bell Air - Lori Glori - Chilly - Meat Loaf - Eruption - Precious Wilson | - Far Corporation - Gilla - Charly Marks - Les Copains - Benny - John Davis - The Gift - Silver Convention - Ferris - Lusthansa |